# Krasnolipie
Krasnolipie (Duits: Schönlinde) is een plaats in het Poolse district  Braniewski, woiwodschap Ermland-Mazurië. De plaats maakt deel uit van de gemeente Braniewo en telt 62 inwoners.